# Список губернаторов Тасмании
Губерна́тор Тасма́нии (англ. Governor of Tasmania) является представителем монарха Австралии (в настоящее время — короля Карла III) в австралийском штате Тасмания, который включает в себя остров Тасмания и ряд других островов. Губернатор Тасмании назначается монархом Австралии по рекомендации премьера Тасмании, который руководит правительством штата.
В настоящее время основная роль губернатора Тасмании заключается в контроле за выполнением основных положений конституции Тасмании и демократичностью функционирования парламентарной системы. Хотя управление исполнительной властью в штате остаётся за премьером и правительством Тасмании, губернатор наделён правом распускать парламент и объявлять внеочередные выборы, назначать или отправлять в отставку министров, судей, а в исключительных случаях даже и самого́ премьера.
Официальной резиденцией губернатора Тасмании является Дом правительства (англ. Government House), построенный в 1855—1857 годах и расположенный у берега реки Деруэнт, немного северо-восточнее центральной части Хобарта.
История должности восходит к началу XIX века. Первое британское поселение на Земле Ван-Димена (так тогда называлась Тасмания) было создано в сентябре 1803 года лейтенантом Джоном Боуэном, которому это было поручено губернатором Нового Южного Уэльса Филипом Гидли Кингом. Это поселение находилось на восточном берегу реки Деруэнт, в районе Рисдон-Ков. Дэвид Коллинз, назначенный первым лейтенант-губернатором на юге Земли Ван-Димена, прибыл к поселению Рисдон-Ков 16 февраля 1804 года. Через некоторое время он переехал со своими спутниками на западный берег реки Деруэнт — на место, которое получило название Салливан-Ков. Там же впоследствии был построен город Хобарт, нынешняя столица Тасмании.
С 1804 по начало 1813 года южная и северная части Земли Ван-Димена управлялись раздельно (под общим руководством губернаторов Нового Южного Уэльса), причём деление между «югом» и «севером» проходило по 42-й параллели, а резиденции лейтенант-губернаторов и комендантов находились в Хобарте и Порт-Далримпле (Port Dalrymple, ныне Джордж-Таун).
После отмены раздельного руководства южной и северной частями первым лейтенант-губернатором «объединённой» Земли Ван-Димена стал Томас Дейви, который вступил в должность 4 февраля 1813 года. В 1837—1843 годах лейтенант-губернатором Земли Ван-Димена был известный английский мореплаватель и исследователь Арктики Джон Франклин, погибший в 1847 году во время экспедиции по поиску Северо-Западного прохода.
Первым губернатором Тасмании стал Генри Янг, вступивший в эту должность 8 января 1855 года (Земля Ван-Димена стала официально называться Тасманией с 1856 года). В XIX и XX веках большинство губернаторов Тасмании были уроженцами Великобритании. Первым губернатором, родившимся в Австралии, стал Стэнли Бербери, а первым губернатором, родившимся на территории штата и острова Тасмания — Гай Грин. Кейт Уорнер, вступившая в должность 10 декабря 2014 года, стала первой женщиной на этом посту.

## Лейтенант-губернаторы и коменданты на юге
| # | Имя, годы жизни                       | Портрет | Начало          | Окончание       | Примечания    |
| - | ------------------------------------- | ------- | --------------- | --------------- | ------------- |
| 1 | Дэвид Коллинз David Collins 1756—1810 |         | 16 февраля 1804 | 24 марта 1810   | [ 4 ] [ 9 ]   |
| 2 | Эдвард Лорд Edward Lord 1781—1859     |         | 24 марта 1810   | 8 июля 1810     | [ 10 ]        |
| 3 | Джон Мюррей John Murray               |         | 8 июля 1810     | 20 февраля 1812 | [ 11 ] [ 12 ] |
| 4 | Эндрю Гейлс Andrew Geils 1776—1843    |         | 20 февраля 1812 | 4 февраля 1813  | [ 13 ] [ 14 ] |

## Лейтенант-губернаторы и коменданты на севере
| # | Имя, годы жизни                            | Портрет | Начало          | Окончание     | Примечания    |
| - | ------------------------------------------ | ------- | --------------- | ------------- | ------------- |
| 1 | Уильям Патерсон William Paterson 1755—1810 |         | 16 февраля 1804 | 24 марта 1808 | [ 15 ] [ 16 ] |
| 2 | Джон Брэбин John Brabyn 1759—1835          |         | ноябрь 1808     | январь 1810   | [ 17 ]        |
| 3 | Джордж Гордон George Gordon                |         | 1810            | 1812          | [ 18 ]        |
| 4 | Джон Ритчи John Ritchie                    |         | 1812            | 1812          | [ 18 ]        |

## Лейтенант-губернаторы
| # | Имя, годы жизни                                 | Портрет | Начало          | Окончание       | Примечания    |
| - | ----------------------------------------------- | ------- | --------------- | --------------- | ------------- |
| 1 | Томас Дейви Thomas Davey 1758—1823              |         | 4 февраля 1813  | 9 апреля 1817   | [ 6 ] [ 19 ]  |
| 2 | Уильям Сорелл William Sorell 1775—1848          |         | 9 апреля 1817   | 14 мая 1824     | [ 20 ] [ 21 ] |
| 3 | Джордж Артур George Arthur 1784—1854            |         | 14 мая 1824     | 29 октября 1836 | [ 22 ] [ 23 ] |
| 4 | Джон Франклин John Franklin 1786—1847           |         | 5 января 1837   | 21 августа 1843 | [ 7 ] [ 24 ]  |
| 5 | Джон Ирдли-Уилмот John Eardley-Wilmot 1783—1847 |         | 21 августа 1843 | 13 октября 1846 | [ 25 ] [ 26 ] |
| 6 | Уильям Денисон William Denison 1804—1871        |         | 25 января 1847  | 8 января 1855   | [ 27 ] [ 28 ] |

## Губернаторы
| #  | Имя, годы жизни                                             | Портрет | Начало           | Окончание          | Примечания    |
| -- | ----------------------------------------------------------- | ------- | ---------------- | ------------------ | ------------- |
| 1  | Генри Янг Henry Young 1803—1870                             |         | 8 января 1855    | 10 декабря 1861    | [ 29 ] [ 30 ] |
| 2  | Томас Гор Браун Thomas Gore Browne 1807—1887                |         | 11 декабря 1861  | 30 декабря 1868    | [ 31 ]        |
| 3  | Чарльз Дьюкейн Charles Du Cane 1825—1889                    |         | 15 января 1869   | 30 ноября 1874     | [ 32 ]        |
| 4  | Фредерик Уэлд Frederick Weld 1823—1891                      |         | 13 января 1875   | 5 апреля 1880      | [ 33 ] [ 34 ] |
| 5  | Джордж Стран George Strahan 1838—1887                       |         | 7 декабря 1881   | 28 октября 1886    | [ 35 ]        |
| 6  | Роберт Гамильтон Robert Hamilton 1836—1895                  |         | 11 марта 1887    | 30 ноября 1892     | [ 36 ]        |
| 7  | Дженико Престон Jenico Preston 1837—1907                    |         | 8 августа 1893   | 14 августа 1900    | [ 37 ]        |
| 8  | Артур Хэвлок Arthur Havelock 1844—1908                      |         | 8 ноября 1901    | 16 апреля 1904     | [ 38 ]        |
| 9  | Джеральд Стрикленд Gerald Strickland 1861—1940              |         | 28 октября 1904  | 20 мая 1909        | [ 39 ]        |
| 10 | Гарри Баррон Harry Barron 1847—1921                         |         | 16 сентября 1909 | 3 марта 1913       | [ 40 ]        |
| 11 | Уильям Эллисон-Макартни William Ellison-Macartney 1852—1924 |         | 4 июня 1913      | 31 марта 1917      | [ 41 ]        |
| 12 | Фрэнсис Ньюдегейт Francis Newdegate 1862—1936               |         | 31 марта 1917    | 22 февраля 1920    | [ 42 ]        |
| 13 | Уильям Эллардайс William Allardyce 1861—1930                |         | 16 апреля 1920   | 27 января 1922     | [ 43 ]        |
| 14 | Джеймс О’Грэйди James O’Grady 1866—1934                     |         | 23 декабря 1924  | 23 декабря 1930    | [ 44 ]        |
| 15 | Эрнест Кларк Ernest Clark 1864—1951                         |         | 4 августа 1933   | 4 августа 1945     | [ 45 ]        |
| 16 | Хью Бинни Hugh Binney 1883—1953                             |         | 24 декабря 1945  | 8 мая 1951         | [ 46 ]        |
| 17 | Рональд Кросс Ronald Cross 1896—1968                        |         | 22 августа 1951  | 4 июня 1958        | [ 47 ]        |
| 18 | Томас Корбетт Thomas Corbett 1895—1977                      |         | 21 октября 1959  | 25 марта 1963      | [ 48 ]        |
| 19 | Чарльз Гайрднер Charles Gairdner 1898—1983                  |         | 24 сентября 1963 | 11 июля 1968       | [ 49 ]        |
| 20 | Эдрик Бастян Edric Bastyan 1903—1980                        |         | 2 декабря 1968   | 30 ноября 1973     | [ 50 ]        |
| 21 | Стэнли Бербери Stanley Burbury 1909—1995                    |         | 5 декабря 1973   | 16 марта 1982      | [ 51 ]        |
| 22 | Джеймс Плимсолл James Plimsoll 1917—1987                    |         | 1 октября 1982   | 8 мая 1987         | [ 52 ]        |
| 23 | Филлип Беннетт Phillip Bennett 1928—2023                    |         | 19 октября 1987  | 2 октября 1995     | [ 53 ]        |
| 24 | Гай Грин Guy Green 1937 — 2025                              |         | 2 октября 1995   | 3 октября 2003     | [ 54 ] [ 55 ] |
| 25 | Ричард Батлер Richard Butler род. 1942                      |         | 3 октября 2003   | 9 августа 2004     | [ 56 ]        |
| 26 | Уильям Кокс William Cox род. 1936                           |         | 15 декабря 2004  | 2 апреля 2008      | [ 57 ]        |
| 27 | Питер Андервуд Peter Underwood 1937—2014                    |         | 2 апреля 2008    | 7 июля 2014        | [ 58 ] [ 59 ] |
| 28 | Кейт Уорнер Kate Warner род. 1948                           |         | 10 декабря 2014  | 16 июня 2021       | [ 8 ] [ 60 ]  |
| 29 | Барбара Бейкер Barbara Baker род. 1958                      |         | 16 июня 2021     | по настоящее время | [ 61 ]        |